# 热带海岸

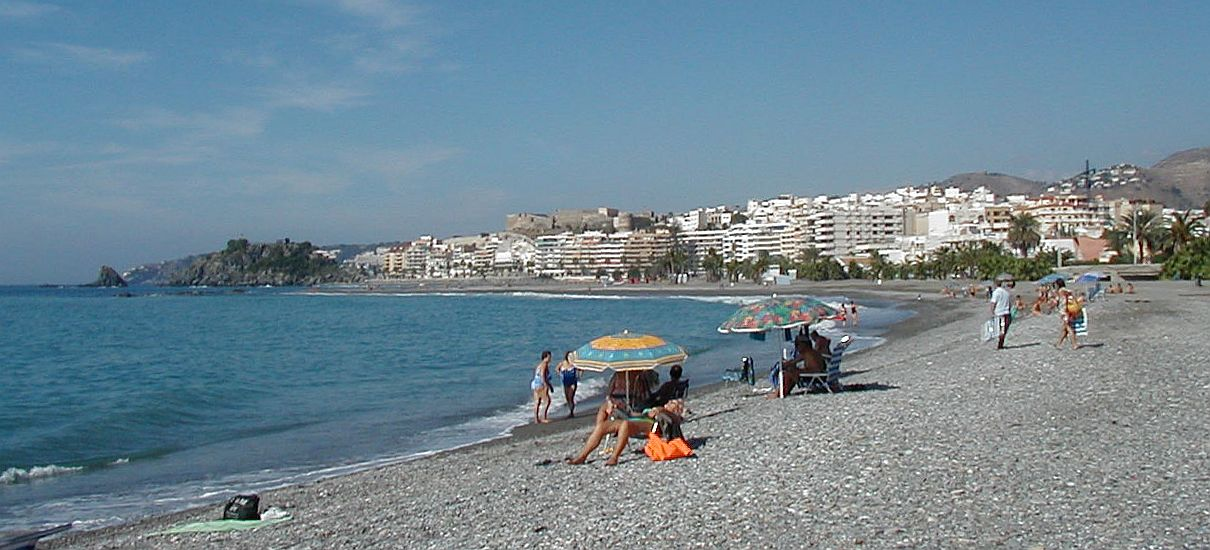
阿尔穆涅卡尔的海之门海滩

热带海岸（西班牙語：Costa Tropical）位于西班牙南部，安达卢西亚大区格拉纳达省的地中海沿岸，有时称为格拉纳达海岸（“Costa de Granada”）。从西南到东北沿着西班牙地中海海岸直抵法国边境的N-340海岸公路贯穿全区。在过去4年，A7高速公路已经从马拉加省的内尔哈延伸到阿尔穆涅卡尔以东的 Taramay 地区。目前正在修筑A7高速公路与A44高速公路的衔接工程，从沿海的莫特里尔向北到格拉纳达市。根据西班牙政府的规划，这一衔接应该在2012年4月之前完成。A7高速公路全段本应于2011年初竣工，但是由于技术困难和2005年11月7日的 Torrecuevas 桥坍塌事故而延误，该事故造成6名工人死亡。
热带海岸大多是农业区和度假小城镇和村庄。与其余的西班牙海岸相比，热带海岸的独特之处在于，内华达山脉逼近地中海，因而海岸线较为崎岖。除了莫特里尔平原，这里没有平坦的地区可供城市扩展。这与马拉加省的太阳海岸不同。
马拉加以西地区不太干燥，比周边地区显得郁郁葱葱。这是因为内华达山脉，作为热带海岸的屏障，获得了较多的降雨，从而提供较多的灌溉面积。同样，此山也为热带海岸挡住了北风，形成相对于西班牙内陆冬暖夏凉的宜人“小气候”，山脉两侧的温度相差达10摄氏度 – 因此，夏季在格拉纳达市气温可以达到38摄氏度，但是在热带海岸只有28摄氏度。在冬季，在格拉纳达会下雪，但是在热带海岸有10摄氏度。 
热带海岸的主要城市是莫特里尔和阿尔穆涅卡尔。莫特里尔主要是制造业和农业中心（园艺，蔬菜，热带水果和甘蔗，后者已衰落），还拥有一个小海港。阿尔穆涅卡尔是一个度假小鎮和农业中心（热带水果），在夏季假期人口会增加三倍。如同西班牙其他海岸地区，热带海岸最近也经历了房地产繁荣和一些环境退化。不过这里的房地产繁荣不及其他西班牙海岸，因为阿尔穆涅卡尔和拉赫拉多拉政府没有同意新城市规划的条款。
热带海岸拥有丰富的历史景点，包括内尔哈附近的史前洞穴绘画；许多罗马遗迹，包括道路，桥梁，建筑物，鱼盐工厂，使用至今的灌溉系统；许多世纪统治 该地区的阿拉伯征服者的丰富遗存。事实上，阿尔穆涅卡尔正是阿卜杜-拉赫曼一世在755年，从大马士革征服伊比利亚半岛的起点，随后建立了统治大半个伊比利亚半岛达三百年的穆斯林王朝。